# Јардли (Пенсилванија)
Јардли (енгл. Yardley) град је у америчкој савезној држави Пенсилванија.

## Демографија
По попису из 2010. године број становника је 2.434, што је 64 (-2,6%) становника мање него 2000. године.
| Група             | 2000.         | 2010.         |
| Белци             | 2.313 (92,6%) | 2.183 (89,7%) |
| Афроамериканци    | 86 (3,4%)     | 85 (3,5%)     |
| Азијати           | 30 (1,2%)     | 64 (2,6%)     |
| Хиспаноамериканци | 44 (1,8%)     | 62 (2,5%)     |
| Укупно            | 2.498         | 2.434         |